# Beautiful Noise
Beautiful Noise è il decimo album discografico in studio del cantante statunitense Neil Diamond, pubblicato nel 1976.

## Tracce
Lato 1
Testi e musiche di Neil Diamond.
1. Beautiful Noise – 3:24
2. Stargazer – 2:41
3. Lady Oh – 3:51
4. Don't Think... Feel – 3:26
5. Surviving the Life – 3:42
6. If You Know What I Mean – 3:30

Lato 2
Testi e musiche di Neil Diamond.
1. Street Life – 3:00
2. Home Is a Wounded Heart – 2:40
3. Jungletime – 3:10
4. Signs – 4:17
5. Dry Your Eyes – 3:23

## Classifiche
- Billboard 200 - #4[2]